# تلمبه فتحی
تلمبه فتحی یک منطقهٔ مسکونی در ایران است که در دهستان نگار واقع شده‌است.